# Resolució 1736 del Consell de Seguretat de les Nacions Unides
La Resolució 1736 del Consell de Seguretat de les Nacions Unides fou adoptada per unanimitat el 22 de desembre de 2006. Després de recordar totes les resolucions anteriors relatives a la situació a la República Democràtica del Congo, a Burundi i a la regió dels Grans Llacs d'Àfrica, el Consell va augmentar la força militar de la Missió de les Nacions Unides a la República Democràtica del Congo (MONUC) de l'1 de gener de 2007 al 15 de febrer de 2007.

## Resolució

### Observacions
El Consell va tornar a elogiar els pobles de la República Democràtica del Congo pel seu compromís amb el procés democràtic. Va assenyalar que 50 observadors militars redesplegats temporalment de l'Operació de les Nacions Unides a Burundi (ONUB) d'acord amb les resolucions 1669 (2006) i 1692 (2006) havien completat amb èxit la seva missió i serien repatriats el 31 de desembre de 2006.
Igual que amb les resolucions anteriors, la Resolució 1736 va condemnar les hostilitats a l'est del país dutes a terme per milicians i grups armats estrangers i va criticar les violacions del dret internacional humanitari i els drets humans, particularment aquells duta a terme per les milícies, grups armats estrangers i elements de les Forces Armades de la República Democràtica del Congo. En aquest sentit, els membres del Consell van instar a portar els responsables davant la justícia.
El Consell era conscient que els mandats d'ONUB i MONUC acabarien el 31 de desembre de 2006 i el 15 de febrer de 2007, respectivament, i van anticipar una revisió de la MONUC pel Secretari General.

### Actes
Mitjançant els poders del Capítol VII, el Consell de Seguretat va autoritzar un augment temporal de 916 militars a la MONUC des de l'1 de gener de 2007 fins al 15 de febrer de 2007. Al mateix temps, també es va ampliar el desplegament temporal d'un batalló d'infanteria i un hospital militar d'ONUB. Va reafirmar la seva intenció de revisar el tema pendent d'un informe del Secretari General.